# Adam Robak
Adam Robak, född den 16 juli 1957 i Warszawa, Polen, är en polsk fäktare som tog OS-brons i herrarnas lagtävling i florett i samband med de olympiska fäktningstävlingarna 1980 i Moskva.